# Síndrome de Romano-Ward

El síndrome de Romano-Ward se hereda según un patrón autosómico dominante,.

El síndrome de Romano-Ward es la forma más importante de síndrome del QT largo. Se trata de una canalopatía, es decir, de una afección debida al mal funcionamiento de los canales iónicos celulares. Produce una alteración del ritmo cardíaco normal. Como forma del síndrome del QT largo, se observa que al músculo cardiaco tiene tiempo de recarga entre latidos más prolongado que el habitual. Si no se trata, se pueden producir síncopes, ataques o muerte súbita.
Otra forma de síndrome de QT prolongado congénito es el síndrome de Jervell y Lange-Nielsen, menos frecuente que el de Romano Ward, de mayor gravedad, y se asocia a sordera congénita.
Los Síndromes con intervalo QT prolongado, pueden provocar cuadros sincopales, y arritmias cardiacas ventriculares graves, como la taquicardia ventricular polimorfa (Torsion de puntas), que en caso de no autolimitarse, puede provocar compromiso hemodinámico, y degenerar a fibrilación ventricular, pudiendo provocar muerte súbita.
También existe el síndrome de QT prolongado adquirido que puede ser provocado por una gran cantidad de fármacos, entre ellos, antibióticos, antihistamínicos, medicación psiquiátrica, etc., el tratamiento de estos casos implica el retiro del medicamento causal.
El tratamiento del síndrome de Romano Ward comprende la administración de fármacos Beta-Bloqueantes, y en caso de estar indicado, la colocación de un cardiodesfibrilador implantable para prevenir la muerte súbita arrítmica, y también puede realizarse la denervación simpática cardiaca.
Debe estudiarse a la familia del paciente, y dar consejo genético en caso de corresponder para prevenir la transmisión de la enfermedad a partir de los portadores de la misma.
La duración del intervalo QT, puede calcularse a través de la Fórmula de Bazett, de la cual obtenemos el QTc (QT corregido).
El QT corregido se obtiene de dividir el QT del paciente sobre la raíz ciuadrada del imtervalo RR.
Los valores del QTc serían menor a 450 ms en el hombre, y menor de 470 ms en la mujer.
Para diagnosticar un síndrome de QT largo, podemos usar la puntuación de Schwartz, que de acuerdo al puntaje obtenido, nos puede indicar una mayor incidencia de eventos adversos relacionados con la enfermedad.

## Heredabilidad
El síndrome de Romano-Ward se hereda de forma autosómico dominante. Es la forma más común de síndrome de QT largo hereditario, afectando aproximadamente a 1 de cada 5000 personas en el mundo, aunque muchos afectados pueden no haber experimentado nunca los síntomas o signos de la afección.

## Causas
La mutación en los genes ANK2, KCNE1, KCNE2, KCNH2, KCNQ1, y SCLN5A, producen el síndrome. Las proteínas traducidas a partir de estos genes forman canales que transportan iones positivos, como el sodio y el potasio a través de la membrana plasmática. En el músculo cardiaco estos canales iónicos desempeñan papeles críticos en el mantenimiento normal del ritmo cardiaco. Las mutaciones en cualquiera de estos genes puede alterar la estructura o la función de dichos canales, lo que cambia el flujo de iones en las células. La alteración del transporte iónico modifica el modo en que late el corazón, lo que produce el ritmo anormal característico de este síndrome.
A diferencia de la mayoría de los genes relacionados con el síndrome, el ANK2 no produce un canal iónico, sino que asegura que otras proteínas, en especial los mencionados canales, se insertan adecuadamente en la membrana celular, y una mutación en esta proteína altera el flujo de iones en las células cardiacas.